# بيل روذرفورد (سياسي)
بيل روذرفورد (بالإنجليزية: Bill Rutherford)‏ هو محامي وسياسي أمريكي، ولد في 14 يناير 1939 في مارشالتاون في الولايات المتحدة. حزبياً، نشط في الحزب الجمهوري. وقد انتخب أمين صندوق الدولة ‏.